# Giovanni Battista Brocchi
Pour les articles homonymes, voir Brocchi.
Giovanni Battista Brocchi, né le 18 février 1772 à Bassano et mort le 25 septembre 1826 à Khartoum, est un naturaliste, géologue et minéralogiste italien.

## Biographie
Giovanni Battista Brocchi fait ses études à l'université de Padoue et devient professeur d'histoire naturelle à Brescia (1802), puis inspecteur du jardin botanique de la ville (1808).
Membre du conseil des mines et de l'Institut de Milan, il part mener des travaux de géologie en Égypte et est nommé en 1822 ingénieur de Mehemet Ali, vice-roi d'Égypte. En 1825, il commence des études minéralogiques et géologiques dans le royaume de Sennar, mais malade, meurt à Khartoum.

## Œuvres
On lui doit un grand nombre d'études comme :
- Trattato mineralogico e chemico sulle miniere di ferro del dipartimento del Mella (1808)
- Memoria mineralogica sulla Voile di Fassa in Tirolo (1811)
- Conchyologia fossilis subapennina (2 vol. 1814)
- Galalogo ragionato di una raccolta di rocce, disposto con ordine geografico, per servire al/a geognosia dell lie/ia (1817)
- Dello stato fisico del suolo di Roma (1826)